# VideoStreetView
VideoStreetView est un service de navigation virtuelle, premier site web, à publier une vidéo immersive à 360°. Le panorama vidéo à 360° est géoréférencé, c'est-à-dire que les images sont couplées avec des coordonnées GPS.
Le Google Street View est composé d'une multitude d'images fixes mises bout à bout pour réaliser un panorama. Le VideoStreetView de GlobalVision (en) est basé sur le même principe de navigation virtuelle, mais les panoramas sont réalisés à partir d'images en mouvement. L'entreprise GlobalVision a lancé l'opération VideoStreetView en 2008 en collaboration avec Citroën avant même que le StreetView de Google n'arrive en Europe.
De multiples caméras sont situées sur le toit de la voiture. Tandis que la voiture avance, les caméras filment la rue sous tous les angles possibles. Ces vidéos sont ensuite assemblées grâce à un logiciel afin de réaliser un panorama vidéo à 360°. L'internaute peut alors se déplacer dans les rues de manière virtuelle comme s'il y était réellement. Il est face à une carte interactive dans laquelle il peut se déplacer librement : de gauche à droite et de haut en bas. Des points d'intérêt sont intégrés au panorama et viennent apporter des informations complémentaires.

## Histoire
GlobalVision est l'entreprise de navigation virtuelle qui est à l'origine du VideoStreetView. Elle a été créée en 2003 par deux frères alors qu'ils étaient encore étudiants. À cette époque, Marek et Jan-Mathieu Donnier étaient respectivement âgés de 23 et 20 ans. Leur premier site web fut PersoNews.com, sorte d'agenda et guide évolutif qui regroupait plus de 800 bons plans et des visites virtuelles à 360° de Genève.
En 2007, l'entreprise a changé son nom et sa structure légale pour devenir une compagnie à responsabilité limitée.
En 2008, en partenariat avec Citroën, GlobalVision a lancé son propre projet de cartographie des grandes villes de Suisse et a acheté pour cela les noms de domaine streetview.ch et videostreetview.com. À cette époque, Google n'avait pas encore présenté en Europe son service Google Street View.
Au milieu de l'année 2009, une version bêta du site videostreetview.com a été mise en ligne, mais il faudra attendre décembre 2009 pour que le site soit annoncé officiellement.

## Couverture deVideoStreetView
Depuis mai 2013, videostreetview.com propose des cartographies de Dubaï, Hô Chi Minh-Ville, Hanoï, en plus de celles réalisées en Suisse.
Le service de cartographie couvre les zones suivantes en Suisse :
| Région        | Villes                                                |
| ------------- | ----------------------------------------------------- |
| Argovie       | Aarwangen, Balsthal                                   |
| Bâle-Campagne | Birsfelden                                            |
| Bâle          | Bâle                                                  |
| Genève        | Genève, Meyrin, Thônex, Carouge, Grand-Lancy, Vernier |
| Grisons       | Coire                                                 |
| Saint-Gall    | Saint-Gall, Wil, Oberuzwil                            |
| Thurgovie     | Frauenfeld, Weinfelden                                |
| Tessin        | Bellinzone, Locarno, Lugano, Mendrisio                |
| Vaud          | Lausanne, Montreux, Vevey, Nyon                       |
| Valais        | Martigny, Sion, Sierre                                |
| Zoug          | Zoug                                                  |
| Zurich        | Zurich                                                |

## VideoStreetViewaérien
Depuis 2014, le VideoStreetView prend de la hauteur. L'internaute peut ainsi voir un panorama aérien à 360° sur le site Aerial GlobalVision. Les images sont réalisées par des caméras accrochées à des drones et sont assemblées par la suite par un logiciel. L'internaute se déplace librement dans l'image.